# من روسيا مع الحب (لعبة فيديو)
من روسيا مع الحب (بالإنجليزية: From Russia with Love)‏ هي لعبة أكشن ومغامرات صدرت في 1 نوفمبر 2005. تستند اللعبة إلى فيلم يحمل نفس الاسم صدر عام 1963، ولكن مع العديد من التغييرات، بما في ذلك شخصيات إضافية ومواقع ومنظمة شريرة مختلفة.